# Δ-システム補題
Δ-システム補題（デルタ-システムほだい）は組み合わせ集合論で用いられる定理で、強制概念の中の互いに両立しない要素による集合のサイズの上界を導くのに使われる。
例として、連続体仮説が成立しないときにZFCが無矛盾であることの証明でその構成要素の一つとして使われる。

## 正式な定義
Δ-システム W とは、集合でその任意の2要素の共通部分が一定になるものをいう。すなわち、ある固定された S (空でもよい) があって、A, B ∈ W でA ≠ B ならば A ∩ B = Sとなる。
Δ-システム補題とは、「有限集合からなる任意の非可算集合は、非可算なΔ-システムを部分集合として含む。」という主張である。

## 参考
- Jech, Thomas (2003). Set Theory. Springer

- Kunen, Kenneth (1980). Set Theory: An Introduction to Independence Proofs. North-Holland. ISBN 0-444-85401-0